# Іслам у Португалії

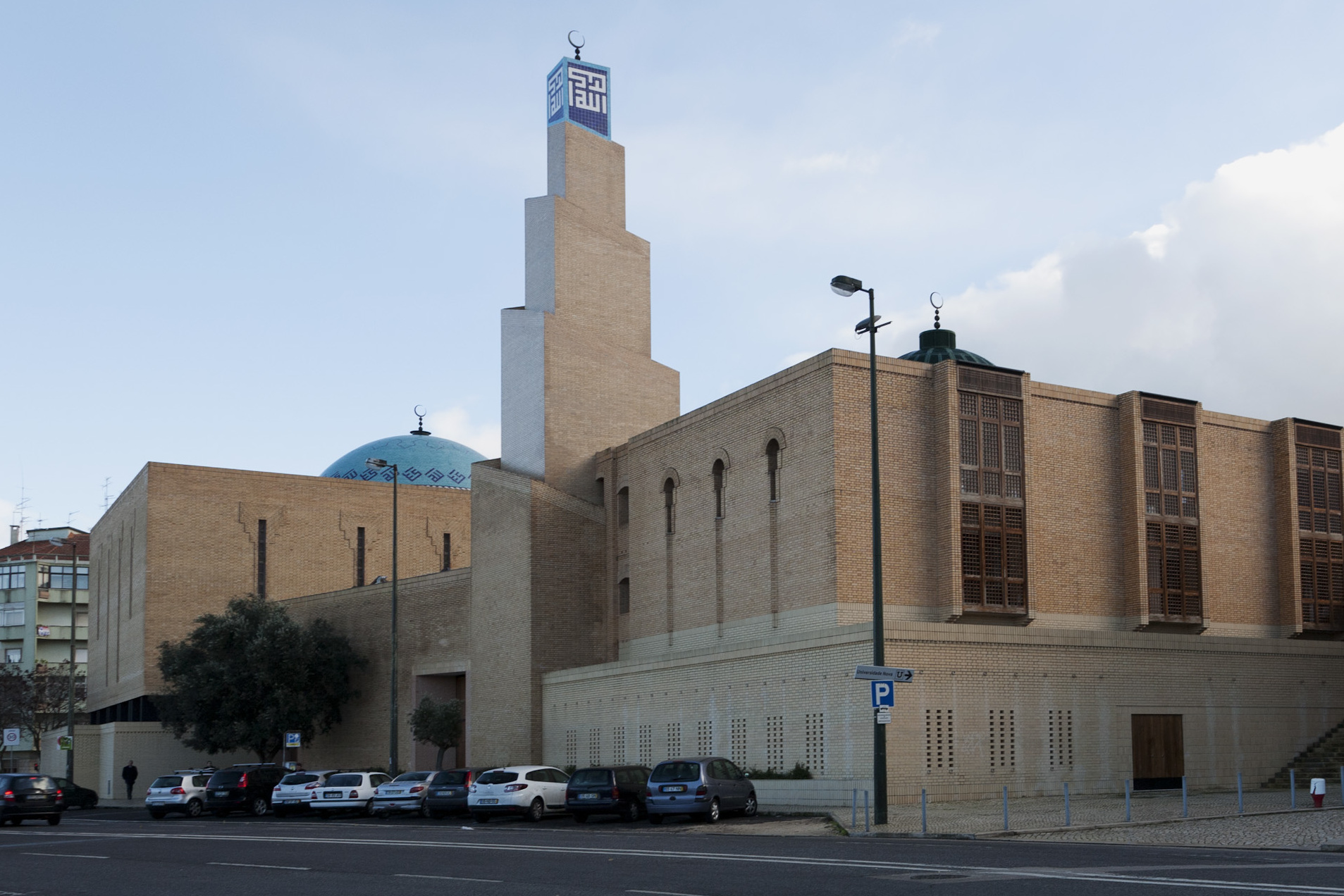
Центральна мечеть Лісабона

Іслам - це одна з малочисельних релігій на території Португалії. 
Згідно з переписом 1991 року, зареєстрованим Instituto Nacional de Estatística, у Португалії було 9 134 мусульман, що становило близько 0,1% від усього населення.
Населення мусульман у 2019 році становило приблизно 65 000 осіб. Переважна більшість мусульман у країні - суніти, за ними слідують близько 5000-7000 шиїтів.
З 711 по 722 рр. частина території нинішньої Португалії (а саме на південь від річки Мондегу, але особливо в Алентежу та Алгарве) була колонізована арабськими мусульманами і називалася Аль-Гарб.
Ця присутність залишила деяку культурну спадщину Португалії, наприклад, ісламське мистецтво. Місто Мертола, в Алентежу, володіє єдиними частковими залишками в країні стародавньої мечеті, зміненої і перетвореної на Католицьку церкву (церква Носса Сеньйора да Анунчіасао ) після Реконкісти.